# Шоазел (Горња Марна)
Шоазел (фр. Choiseul) насеље је и општина у североисточној Француској у региону Шампањ-Арден, у департману Горња Марна која припада префектури Шомон.
По подацима из 2011. године у општини је живело 96 становника, а густина насељености је износила 11,12 становника/km². Општина се простире на површини од 8,63 km². Налази се на средњој надморској висини од 350 метара.

## Демографија
| 1962. | 1968. | 1975. | 1982. | 1990. | 1999. | 2011. |
| ----- | ----- | ----- | ----- | ----- | ----- | ----- |
| 143   | 155   | 138   | 123   | 101   | 81    | 96    |

График промене броја становника у току последњих година